# Перелік кавалерів Хреста Симона Петлюри (Ш)
Ця сторінка — інформаційний реєстр. Див. також основні статті: Хрест Симона Петлюри та Перелік кавалерів Хреста Симона Петлюри.
В алфавітному порядку представлені всі відомі кавалери Хреста Симона Петлюри, чиї прізвища починаються з літери «Ш». 
| № | Фото | Ім'я                                      | Дата народження | Місце народження                                                            | Дата смерті    | Місце смерті     | Звання           | Підрозділ | № ордена |
| - | ---- | ----------------------------------------- | --------------- | --------------------------------------------------------------------------- | -------------- | ---------------- | ---------------- | --------- | -------- |
| 1 |      | Шандрук-Шандрушкевич Олександр Феофанович | 30 серпня 1895  | с. Борсуки, Кременецький повіт нині Лановецький район Тернопільська область | 29 травня 1968 | Трентон, США     | Підполковник     |           |          |
| 2 |      | Шандрук Павло Феофанович                  | 28 лютого 1889  | с. Борсуки, Кременецький повіт нині Лановецький район Тернопільська область | 15 лютого 1979 | Трентон, США     | Генерал-хорунжий |           |          |
| 3 |      | Шаруда Олександр                          | 1901            | Шишаки                                                                      | 15 січня 1970  | Торонто, Канада  | Хорунжий         |           |          |
| 4 |      | Шрамченко Святослав Олександрович         | 3 травня 1893   | Баку                                                                        | 24 червня 1958 | Філадельфія, США | Контр-адмірал    |           |          |